# Experimental Aircraft Association
Die Experimental Aircraft Association (kurz: EAA) ist eine internationale, gemeinnützige Organisation, die sich mit Experimentalflugzeugbau beschäftigt. Sitz der Organisation ist Oshkosh (Wisconsin). 

## Geschichte
Die EAA wurde 1953 von dem Piloten und Flugzeugkonstrukteur Paul Poberezny gegründet und zählt heute über 170.000 Mitglieder. Der Verein betreibt seit 1982 ein eigenes Museum, das EAA AirVenture Museum, in dem über 90 Flugzeuge ausgestellt sind. Insgesamt gehören 200 Exemplare zur Sammlung. Die EAA veranstaltet die EAA AirVenture Oshkosh, ein Großereignis mit etwa 800 Ausstellern, bis zu 15.000 Flugzeugen und 600.000 Zuschauern und unterstützt die seit 1974 alljährlich im April stattfindende Sun ’n Fun in Lakeland (Florida).